# Paul Birmingham
Paul Birmingham (* 18. Januar 1982) ist ein ehemaliger britischer Biathlet.

## Karriere
Paul Birmingham gehörte zur Saison 2009/10 erstmals dem A-Kader der British Biathlon Union an. Der Sportsoldat des 1st Royal Tank Regiment gehörte seit seinem 21. Lebensjahr den britischen Streitkräften an, für dessen Skiteam er zudem antrat. Erstmals nahm er im Rahmen der Sommerbiathlon-Weltmeisterschaften 2009 in Oberhof an einem internationalen Großereignis teil. Beim Sprint der Rollerski-Wettbewerbe lief der Brite auf den 66. Platz. In den Jahren 2009 bis 2013 nahm Birmingham an insgesamt 19 Rennen des IBU-Cups teil, das beste Ergebnis kam dort im März 2010 auf der Pokljuka-Hochebene in Slowenien mit Rang 44 in der Verfolgung. Wesentlich größere Erfolge erzielte er bei den nationalen Meisterschaften, wo er bis 2014 insgesamt 14 Medaillen, darunter zwei goldene, gewann.
Nachdem Birmingham bereits nach der Saison 2012/13 keine internationalen Rennen mehr bestritten hatte, beendete er nach den britischen Meisterschaften 2014 seine aktive Karriere.